# الاغتصاب خلال نزاع كشمير

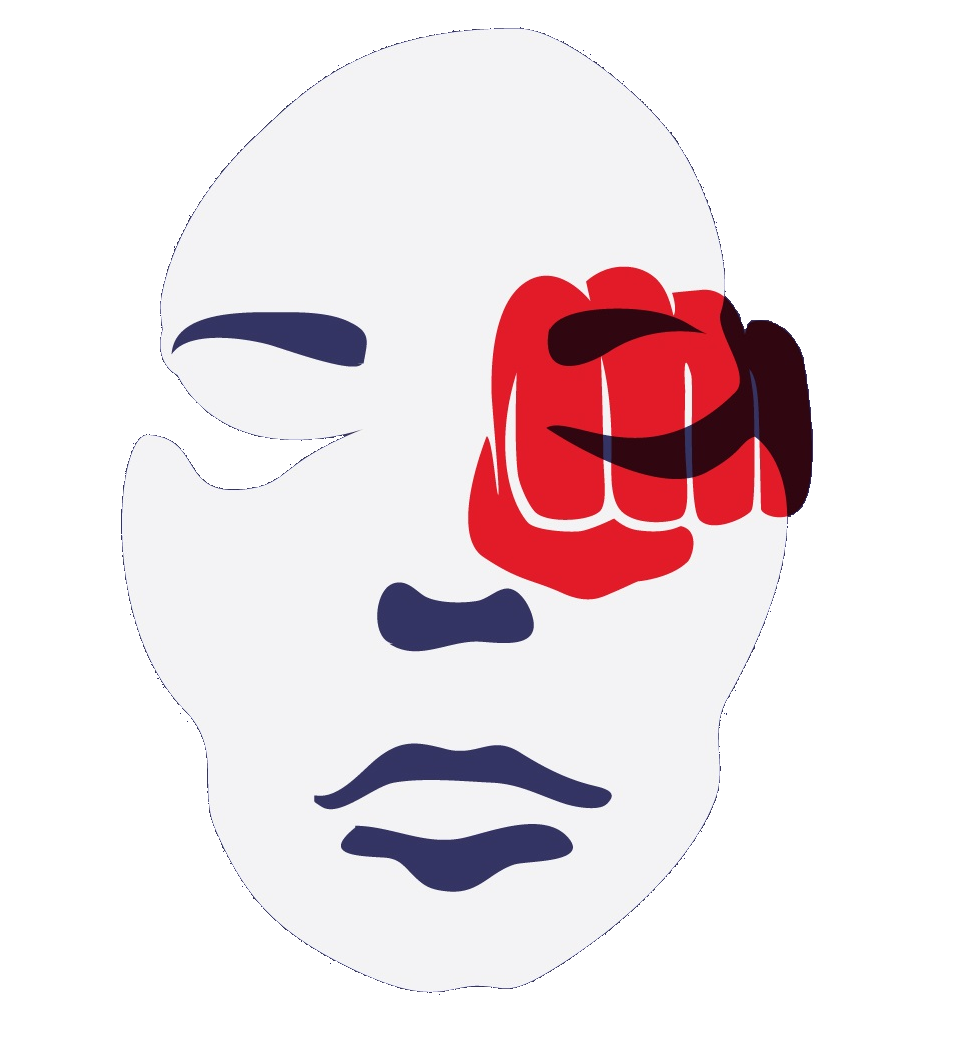
ملصق روسي يحث على فتح أعينكم - ضد إساءة معاملة النساء

منذ بداية التمرد في جامو وكشمير في عام 1988، تم استخدام الاغتصاب كسلاح حرب من قبل قوات الأمن الهندية والتي شملت الجيش الهندي، قوة الشرطة الاحتياطية المركزية وقوة أمن الحدود، ضد السكان الكشميريين.
تم إغفال العديد من عمليات اغتصاب النساء المسلمات في كشمير على أيدي قوات الدولة الهندية. وفقا للباحثة سيما كازي، ارتكب الانفصاليون أيضا عمليات اغتصاب إلى حد ما، على الرغم من أن حجمها لا يمكن مقارنته بحجم جرائم قوات الدولة الهندية. كما كانت هناك أيضًا حالات اغتصاب جماعي في تاريخ نزاع كشمير، بما في ذلك تلك التي ارتكبتها قوات دوجرا فضلاً عن حشود هندوسية وسيخية وأفراد قبيلة باكستانية مسلحة عندما اندلع الصراع في عام 1947.

## الخلفية
في أعقاب انتخابات عام 1987 المزعوم تزويرها في ولاية جامو وكشمير، حيث مُنعت الأحزاب الإسلامية من الفوز بعدة مقاعد في مجلس الولاية، اكتسبت حركة انفصالية شعبية معادية للهند زخماً في وادي كشمير المتنازع عليها بين الهند وباكستان منذ عام 1947. ولمواجهة التمرد نشرت الهند عددا كبيرا من قواتها في المنطقة. يزعم منتقدو الوجود العسكري الهندي في الوادي أن 600000 جندي موجودون في الولاية، وفقًا لذلك تمتلك المنطقة أعلى نسبة من القوات مقابل أعداد المدنيين في العالم. منذ يناير 1990، ارتكبت القوات الهندية عددًا من انتهاكات حقوق الإنسان ضد المدنيين، بما في ذلك الاغتصاب الجماعي.

### الاغتصاب كسلاح حرب
وفقًا لتقرير صادر عن منظمة هيومن رايتس ووتش لعام 1993، استخدمت قوات الأمن الاغتصاب كوسيلة للانتقام من المدنيين الكشميريين خلال هجمات انتقامية بعد كمائن نصبها المتشددون. وفقًا للتقرير فإن معظم حالات الاغتصاب، حدثت أثناء عمليات التطويق والتفتيش.
وفقًا لتقرير اخر صدر عام 1996 عن المنظمة، استخدم أفراد الأمن في كشمير «الاغتصاب كوسيلة لمكافحة التمرد». صرح الباحث إنجر سكيلسبوك أن نمط الاغتصاب في كشمير يجري بمجرد دخول الجنود مساكن مدنية، فإنهم يقتلون أو يطردون الرجال قبل اغتصاب النساء. ويصف الباحث شوب ماثور الاغتصاب بأنه «عنصر أساسي في الاستراتيجية العسكرية الهندية في كشمير». وفقاً لسيم كازي، لا يوجد فرق بين الدوافع وراء الاغتصاب في كشمير مع تلك التي تسببت في ارتكاب عمليات الاغتصاب في رواندا ومنطقة البلقان. حيث ترى كازي أن الاغتصاب في كشمير هو «سلاح حرب ثقافي» وأن اغتصاب نساء كشميريات على أيدي قوات الأمن الهندية، في خلفية بلد هندوسي سائد بشكل أساسي يقمع جمهورًا مسلمًا، يعمل كأداة لـ «التبعية». كما ذكرت أن الاغتصاب يستخدم لتحطيم مقاومة الكشميريين وأن هناك حالات موثقة لجنود يعترفون بأنهم أُمروا باغتصاب النساء الكشميريات.
في الدورة الثانية والخمسين للجنة الأمم المتحدة لحقوق الإنسان، أدلى البروفيسور ويليام بيكر بشهادة مفادها أن الاغتصاب في كشمير لم يكن مجرد حالة من حوادث منعزلة تتعلق بجنود غير منضبطين، بل كانت قوات الأمن تنشر الاغتصاب بنشاط على السكان الكشميريين كوسيلة للإذلال والخوف. واستشهد كدليل على مقابلاته مع العديد من الضحايا الذين أُجبر أفراد أسرهم بمن فيهم الأزواج والأطفال، على مشاهدة اغتصابهم.
ذكر تقرير لمنظمة العفو الدولية في عام 1992 أن الاغتصاب قد ارتكب خلال هجمات مضادة ضد النشطاء في محاولة لتخويف المجتمعات الكشميرية المحلية بشكل منهجي. ندد الدكتور مايتي، أستاذ العلوم السياسية بجامعة بردوان، باستخدام الهند القمعي للاغتصاب، مشيرا إلى أن معظم ضحايا الاغتصاب الكشميريين كانوا من المدنيين.
خلال بعض المقابلات مع الجنود حول سبب اغتصابهم للنساء الكشميريات المحليين، أجاب البعض بأن النساء الكشميريات كن جميلات. فيما قال آخرون إنها محطة غير عائلية. في إحدى الحالات، أجاب جندي أنه اغتصب امرأة كشميرية بدافع الانتقام لأن «رجالهم فعلوا الشيء نفسه تماما مع نساء مجتمعه».